# Charles Brockden Brown
Pour les articles homonymes, voir Charles Brown et Brown.
Charles Brockden Brown, (1771-1810), est un romancier, journaliste, historien et éditeur américain. Il est considéré comme le premier romancier professionnel des États-Unis, et comme le premier auteur gothique américain. 
Charles Brockden Brown ne fut pas le tout premier romancier américain, comme certains critiques ont pu le déclarer, puisque divers ouvrages fictionnels parurent en Amérique avant ses grands romans, notamment deux best-sellers sentimentaux, Charlotte Temple de Susanna Rowson et The Coquette de Hannah Webster Foster. Brown demeure pourtant le plus étudié de l'« early American novel » (1789-1820) pour l’étendue et la complexité de ses travaux dans des genres divers et variés (romans, nouvelles, essais, articles, historiographie, revues de livres, poésie…). Sa curiosité, la richesse de son imagination et son intérêt pour sa propre société en font une figure majeure de la littérature et de la culture américaine des XVIIIe et XIXe siècles, ainsi qu’un intellectuel alors plus reconnu en Europe que dans son pays natal.
Brown rédigea les quatre romans pour lesquels il est resté célèbre en l'espace de deux ans. S'il abandonna rapidement l'écriture fictionnelle au profit d'écrits historiques et politiques, il demeure un précurseur par son choix audacieux de devenir romancier à une époque où publier était pratiquement impossible en Amérique.
Si l'on a pu reprocher à Brown ses défauts de construction narrative et son phrasé parfois abscons, éléments lus comme la marque d'un amateurisme compréhensible, il devient plus fréquent de lire les spécificités de Brown comme le fruit d'une intention créatrice. La recherche sur son œuvre est foisonnante depuis les années 1980 en particulier, toutefois certains éléments demeurent indécidables, notamment l'engagement du romancier envers la cause des femmes, son degré de radicalisme et de conservatisme, ou encore le véritable sujet du roman Edgar Huntly (1799). La confusion sur la création et la vie de l'auteur, la richesse même de son travail, contribuent aujourd'hui à ériger Brown sinon au rang d'auteur majeur des États-Unis, du moins au rang d'écrivain américain incontournable dans toute étude de la littérature de ce pays.

## Les débuts: 1771-1798
Brown était le quatrième enfant d’une grande famille marchande quaker de Philadelphie. Son père, Elijah Brown, qui venait de comté de Chester (Pennsylvanie), travaillait dans l'immobilier, sans grand succès. Les deux frères aînés, Joseph et James, ainsi que le benjamin, Elijah Jr., travaillaient dans l’import-export. 
Brown devint leur partenaire sans vraiment le vouloir. Le contexte mercantile de la famille, ses expériences du libre-échange, les conflits commerciaux à l'époque révolutionnaire sont capitaux pour comprendre les écrits journalistiques de Brown. En effet, il s’est beaucoup axé sur le commerce à cette époque, en particulier sur son rôle dans la transition historique du républicanisme civique du XVIIIe siècle au « laissez-faire » du libéralisme, au capitalisme et à l’impérialisme du XIXe siècle. 
Même si sa famille avait décidé pour lui qu’il serait avocat, Brown abandonna le droit en 1793 après un apprentissage très court. Il se dirigea vers un cercle de jeunes intellectuels basés à New York, qui l’aidèrent à lancer sa carrière littéraire. Ce groupe était composé de jeunes hommes de profession libérale, qui se faisaient appeler le « Friendly Club ». Certaines amies ainsi que des proches se sont eux aussi investis dans cet échange intellectuel progressiste, et dans leurs conversations culturelles et politiques.
Durant la majeure partie des années 1790, Brown développa ses ambitions littéraires dans des projets inachevés pour la plupart. Il utilisa fréquemment sa correspondance avec des amis comme laboratoire pour des expériences narratives. Ses premières publications commencèrent à la fin des années 1780, avec The Rhapsodist. 
En 1798, ses années de réflexion le menèrent à une période intense d’écriture de romans. L'abandon d'une carrière libérale au profit de l'écriture était un gros risque pour l'époque, car les romans étaient importés d'Angleterre et de France, ce qui revenait beaucoup moins cher aux éditeurs que de publier des œuvres nouvelles américaines. Toutefois, Brown réussit avec beaucoup de difficulté à publier les titres qui l’ont rendu célèbre.

## Les romans: 1798-1801
L’écriture de romans dura à peine trois ans, de 1798 à la fin 1801. Il publia le dialogue féministe Alcuin d’inspiration Wollstonecraftienne en 1798, puis sept romans consécutifs, marqués par les idées progressistes tirées des œuvres de penseurs britanniques radicaux et démocratiques, à savoir Mary Wollstonecraft, William Godwin, Thomas Holcroft et Robert Bage. Brown fut influencé par ces penseurs, et les influença en retour, particulièrement Godwin. Il eut aussi un grand impact sur Percy Bysshe Shelley et Mary Shelley, qui relut les romans de Brown avant de composer son Frankenstein en 1818. Un autre fut écrit puis perdu. Voici les titres des romans dans l’ordre de publication :
- Sky-Walk; or, The Man Unknown to Himself (complété en mars 1798, mais jamais retrouvé dans son intégralité)
- Wieland; or, the Transformation (septembre 1798)
- Ormond; or, the Secret Witness (janvier 1799)
- a) Arthur Mervyn; or, Memoirs of the Year 1793 (mai 1799)
- Edgar Huntly; or, Memoirs of a Sleep-Walker (août 1799)
- Memoirs of Stephen Calvert
- b) Arthur Mervyn; or, Memoirs of the Year 1793, Deuxième partie (septembre 1800)
- Clara Howard; In a Series of Letters (juin 1801)
- Jane Talbot; A Novel (décembre 1801)

### Les influences
Les romans de Brown combinent plusieurs types de fiction avec des théories philosophiques mais aussi des éléments scientifiques et médicaux de l’époque. 
Il y développe les modèles radicaux-démocratiques de Wollstonecraft, Godwin et Holcroft pour les combiner avec des éléments du gothique « Schauer-romantik » allemand (Schiller), les fictions sentimentales de Rousseau, Laurence Sterne ou Samuel Richardson, et de genres américains comme les romans domestiques de Susanna Rowson et Hannah Webster Foster, et le récit de captivité des colons américains comme Mary Rowlandson.
L'influence la plus forte est certainement celle des romans gothiques anglais de Horace Walpole, Ann Radcliffe et de Matthew Gregory Lewis. On y retrouve un schéma manichéen scélérat/jeune femme innocente et vertueuse, avec un mouvement de poursuite dans un décor inspirant la terreur (château en ruine, cave sombre, couloirs tortueux...). Ceci n'était rendu possible aux auteurs anglais que par leur situation historique et géographique : l'Europe avait déjà une histoire, permettant d'écrire sur d'anciens châteaux, des vestiges d'un passé lointain; et la distance entre les pays du vieux continent permettait aux Anglais, plutôt austères, d'écrire par exemple sur les Italiens, leur sensualité et absence de principes moraux. Ainsi, leurs œuvres étaient pour l'époque doublement exotiques. Ce gothique est également caractérisé par un recours à l'irrationnel, qu'il soit développé jusqu'au burlesque dans le cas du Moine de Lewis avec l'apparition du Diable en personne, ou sagement expliqué chez Radcliffe à la fin de ses romans, dénonçant une inclination ridicule à la superstition chez ses personnages. 

### Les variations de Brown
Très tôt, Brown lit ces romans et souhaite écrire. Il veut toutefois s'éloigner de la mode alors dominante en Amérique: le roman sentimental. Popularisé par la publication de Pamela puis de Clarissa de Samuel Richardson, le sentimental devient le modèle unique des nombreux auteurs de fiction américains qui s'essaient au roman dans les années 1790. Brown veut une littérature proprement américaine. La mode littéraire anglaise est alors non plus au sentimental mais au gothique, et, Brown ayant une disposition à la mélancolie et un intérêt très fort pour l'obscurité et la terreur, il entreprend une adaptation du gothique dans son pays natal.
Dans ses romans, Brown opère une transposition des courses-poursuites édifiantes dans le paysage américain, les villes dévastées par la fièvre jaune et la "wilderness", l'espace sauvage à l'Ouest de la Frontière, s'y prêtant particulièrement bien. Cette variation lui permet de situer ses intrigues dans un cadre que beaucoup d'Américains de l'époque ne trouvaient pas du tout exotique, puisque c'était là la même wilderness et les mêmes villes qu'ils connaissaient. Cette impression de proximité fut une des raisons de l'absence de succès de Brown de son vivant.
De plus, il introduit un paradoxe et une complexité inhérents à ses personnages. Le manichéisme entre le mal (scélérat) et le bien (héroïne), parfois faible dans les romans anglais, est encore atténué par Brown, qui lui préfère un état constant de doute sur les qualités morales des héros et sur leur santé mentale. Ses romans étant toujours écrits à la première personne, le lecteur ne peut que douter de ces narrateurs qui tentent de raconter leurs histoires terrifiantes alors qu'ils sont toujours sous le joug de l'émotion.  
Enfin, Brown n'a pas recours au surnaturel. Ses motifs sont souvent les mêmes : le ventriloquisme, le somnambulisme, la perte de la raison, la folie meurtrière, le fanatisme religieux. Il les explique néanmoins toujours, non comme des concours de circonstances comme le faisait Ann Radcliffe (il y a un bruit dans le couloir, l'héroïne croit à un fantôme, ce n'était que quelqu'un de caché), mais comme le résultat d'un processus mental complexe dans le cas de la folie, et comme un phénomène scientifique pour le ventriloquisme et le somnambulisme. 
Tous ces traits expliquent pourquoi Leslie Fiedler, qui a remis Brown à la mode en 1960 dans son livre Love and Death in the American Novel, l'a qualifié d'auteur gothique américain. Pourtant, il faut garder en tête que Brown n'a pas juste imité un courant, mais l'a adapté et finalement bien modifié, et que son but profond était une réflexion psychologique et morale sur ses personnages et leurs réactions en cas de danger, et sur les origines de leurs actions. Il est notable que Edgar Allan Poe et Nathaniel Hawthorne aient considéré ces quatre romans comme la fondation même de la littérature américaine. C'est là, semble-t-il, que les motifs toujours visibles aujourd'hui dans la culture américaine (suicide, désespoir, doute, errance) sont nés.

## L'abandon du roman noir et l'activité éditoriale
Écrire de la fiction était très mal vu à la fin du XVIIIe siècle. Tous les Américains étaient concernés par la construction d'un pays neuf, qui venait de se libérer du joug anglais. Selon l'éthique puritaine, seuls le travail, la fructification financière et une attention tournée tout entière vers le réel pouvaient permettre leur succès. La fiction allait à l'encontre de cette vue : écrire des romans était alors synonyme d'échappatoire à la réalité, de création de mondes parallèles dans lesquels s'oublier. Brown, malgré son origine quaker et son ambition littéraire, fut très sensible aux critiques. Non seulement il avait du mal à être publié, mais il n'était quasiment pas lu, et ceux qui le lisaient (surtout sa famille) lui adressaient des critiques acerbes et morales. Il continua d'écrire jusqu'à 1801, mais le ton avait changé dès 1800. Il écrit dans une lettre à son frère James en 1800 : 
"Vos remarques sur le caractère sombre et extraordinaire des événements décrits dans Edgar Huntly, même si elles ne m'apparaissent pas totalement fondées, sont néanmoins assurément comparables à celles que risque de formuler la majorité des lecteurs, ce qui en soi constitue une raison suffisante pour abandonner le ton mélancolique et en adopter un plus léger, ou au moins pour substituer les motivations morales et les incidents du quotidien au prodigieux et à l'étrange. Je suis résolu à partir d'aujourd'hui à ne plus poursuivre cette inspiration." 
Brown continue la fiction pour quelque temps. Stephen Calvert, peu lu jusqu’à la fin du XXe siècle, est notable par son traitement exclusif de l’homosexualité. Clara Howard et Jane Talbot sont, en regard des quatre romans noirs précédents, considérés comme des travaux plutôt conventionnels, bien distincts des romans précédents par leur retour à une forme épistolaire classique et leur sujet (des intérêts domestiques). Malgré les critiques affirmant une cohérence générale propre à ses sept romans, il est difficile de nier que ces deux œuvres restent derrière pour ce qui est de la qualité d'écriture. 
Il se tourne progressivement alors vers l'édition et le journalisme. Il devient éditeur et, avec l’aide de ses amis du cercle New Yorkais, il publie plusieurs courts articles pour le Monthly Magazine and American Review d’avril 1799 à décembre 1800, et pour son successeur éphémère, The American Review and Literary Journal (1801-1802). Enfin, à côté de ces deux périodiques New Yorkais, il publie des extraits de sa fiction (dont le seul fragment restant de Sky Walk) dans un magazine de Philadelphie.
Les critiques, et particulièrement celles de sa famille quaker, le taraudent toujours. Dès 1801, il opère un détachement presque complet de la fiction. Il n'écrira plus de romans. Il indique même à ses lecteurs du Literary Magazine and American Register : 
"Je suis loin de souhaiter que mes lecteurs jugent de mes capacités à l'aune de mes productions antérieures [...]. Je me respecterais aujourd'hui bien davantage si aucun mot n'eût jamais été tracé par ma plume ou qu'on ne pût jamais m'en attribuer la paternité." (ibid, p. 23-24)

## Histoire et fiction: le noyau de l'écriture de Brown
Brown explique bien sa technique et son projet d’écriture dans des essais tels que « Walstein’s School of History » (1799) et « The Difference Between History and Romance » (1800). Il y explique que ses romans combinent fiction et histoire, plaçant des individus ordinaires (comme Arthur Mervyn ou Edgar Huntly) dans des situations historiques dramatiques (l’épidémie de fièvre jaune de 1793 ou la violence colons/Indiens) afin d’éduquer son public sur la variété des réactions humaines (morale, vertueuse, ou inhumaine) face à un drame historique. Son but est ainsi d’éduquer ses lecteurs et de prendre part au débat culturel et idéologique de l’époque. 

### Œuvres de Charles Brockden Brown
en anglais
- Wieland (1798): Wieland en anglais sur Gutenberg
- Arthur Mervyn : Arthur Mervyn or Memoirs of the year 1793 sur Gutenberg
- Carwin, the biloquist Memoirs of Carwin the Biloquist
- Edgar Huntly or Memoirs of a sleep-walker : Edgar Huntley sur Gutenberg
- Clara Howard
- Ormond or The secret witness
- Jane Talbot : Jane Talbot sur Gutenberg
- Somnambulism
- Stories by Modern American Authors

en français
- Wieland en français, tome 1